# موریس دوورژه

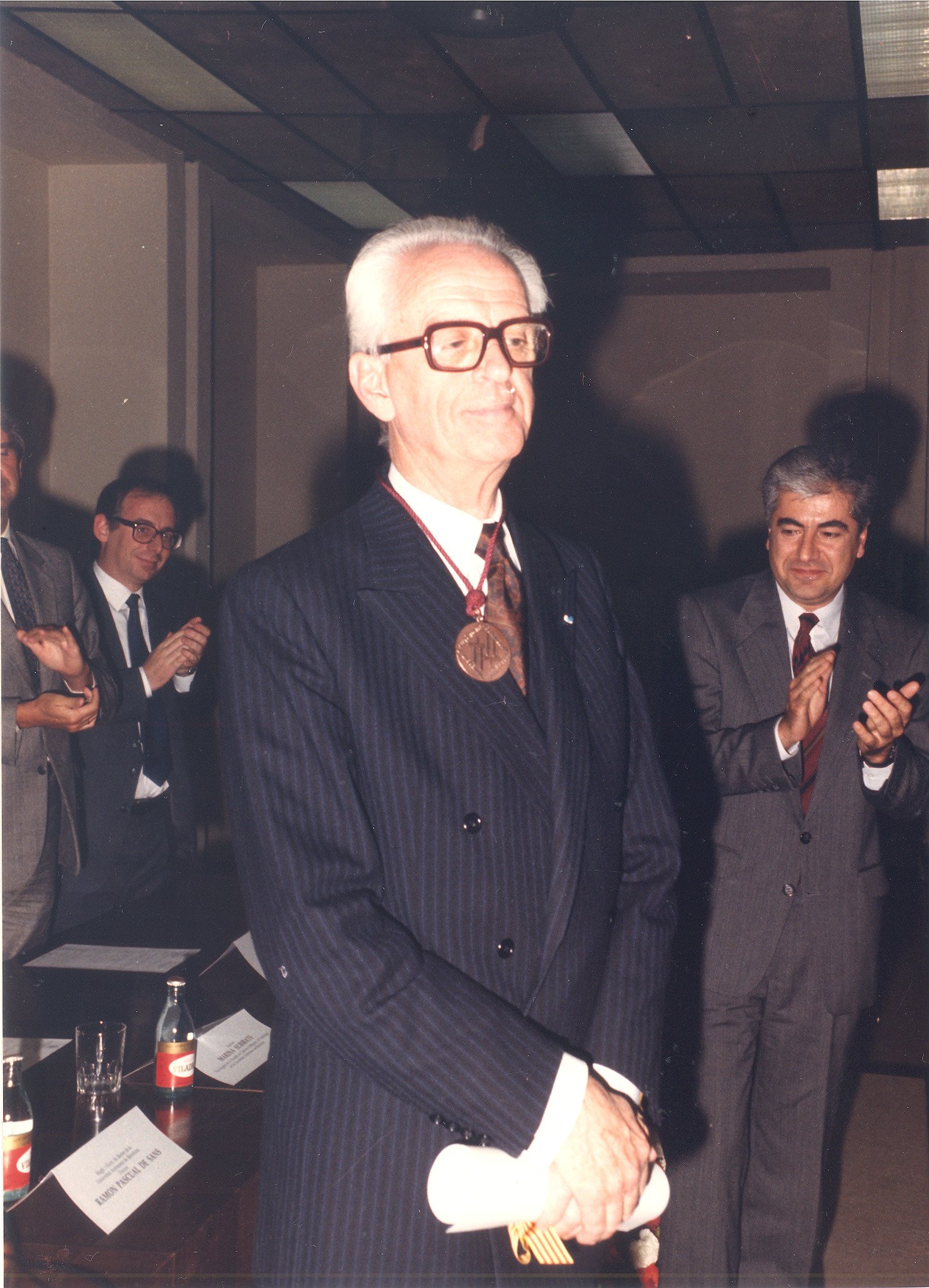
موریس دوورژ

موریس دوورژه (به انگلیسی: Maurice Duverger) (زادهٔ ۵ ژوئن ۱۹۱۷ - درگذشته ۱۶ دسامبر ۲۰۱۴) حقوقدان، جامعه‌شناس، دانشمند سیاسی و سیاستمدار فرانسوی متولد آنگولم، شارنت، فرانسه.
با شروع کار خود به عنوان حقوقدان در دانشگاه بوردو، بیش از پیش درگیر علوم سیاسی شد و در سال ۱۹۴۸ یکی از اولین دانشکده‌های علوم سیاسی را در بوردو فرانسه تأسیس کرد. او که استاد برجسته دانشگاه سوربن و عضو
بنیاد ملی علوم سیاسی (FNSP)است، کتابها و مقالات بسیاری در روزنامه‌هایی مانند ال پائیس، لا رپوبلیکا، کوریره دلا سرا و به ویژه لوموند منتشر کرده‌است.
تکامل نظام‌های سیاسی و نهادهایی را مطالعه کرد که در کشورهای مختلف فعالیت می‌کنند و ترجیح روشهای تجربی پژوهش را بیشتر از استدلال فلسفی نشان داد.
او نظریه ای را مطرح کرد که به قانون دوورژه مشهور شد و ارتباط بین اولین و آخرین نظام انتخاباتی و تشکیل یک نظام دوحزبی را مشخص می‌کند. وی ضمن تحلیل نظام سیاسی فرانسه، واژه نظام نیمه‌ریاستی را به کار برد.
او که از طرفداران سرسخت کمونیست و اتحاد جماهیر شوروی بود، پس از سخنرانی فوریه ۱۹۵۶ نیکیتا خروشچف، رهبر شوروی نوشت که استالین از اکثریت مستبدانی که پیش از او بودند بهتر و بدتر نبود و افزود که حزب کمونیست اتحاد جماهیر شوروی یک موجود زنده است که سلولهای آن به‌طور مداوم جوان می‌شدند و ترس از پاکسازی‌ها باعث می‌شد که مبارزان در لبه پرتگاه بمانند و غیرت خود را دائماً زنده کنند. از سال ۱۹۸۹ تا ۱۹۹۴، او عضو حزب کمونیست ایتالیا، بعداً حزب دموکرات چپ، در پارلمان اروپا بود.
در سال ۱۹۸۱ او به عنوان عضو آکادمی علوم و هنر صربستان انتخاب شد. در ۹۷ سالگی در ۱۶ دسامبر ۲۰۱۴ درگذشت.

## حرفه
موریس دوورژه از ۲۰ سالگی یکی از اعضای فاشیست حزب مردمی فرانسه، دریوت بود. در سال ۱۹۴۲ تحصیلاتش را در دپارتمان حقوق بوردو به پایان رساند، پیش از آنکه در ۱۹۴۲ در پوآتیه در رشته حقوق و در سال ۱۹۴۳ در بوردو (جایی که او در ۱۹۴۸ در آنجا بود) تحصیل کند. او همچنین در موسسه مطالعات شرکتی و اجتماعی ویشی فرانسه تدریس می کرد.
وی در اولین نشریه خود با عنوان "قوانین اساسی فرانسه" (۱۹۴۴) توضیح داد که قانون اساسی فرانسه در سال ۱۹۴۰ "یک دولت عملا" ایجاد کرد. با این حال، در اواخر جنگ، دوورژه به مقاومت نزدیک شد و در رهایی مشروعیت دولت جدید فرانسه را تجزیه و تحلیل کرد و خود را وقف نظریه های اجتماعی - علمی کرد.
پس از جنگ، او در سالهای ۱۹۵۵ تا ۱۹۸۵ در دانشکده حقوق و علوم اقتصادی در پاریس، تدریس کرد و با روزنامه آزادی و روزنامه لوموند همکاری داشت. از سال ۱۹۸۹ تا ۱۹۹۴، وی به عنوان نماینده در حزب کمونیست ایتالیا در پارلمان اروپا حضور داشت.
در سال ۱۹۴۶ او تزهای خود را گسترش داد و علاقه خاصی به رابطه بین نظام های انتخاباتی و نظام های حزبی داشت. این علاقه در قلب مهمترین نشریه وی است: "احزاب سیاسی" (۱۹۵۱). این اثر یکی از آثار کلاسیک پژوهش های حزبی است که به چندین زبان ترجمه شده است. این تز منجر به قانون دوورژه شد و بعدها اصطلاحات "نظام نیمه‌ریاستی" و "نظام نیمه‌پارلمانتاریسم" را مطرح کرد.

### احزاب سیاسی
دوورژه در کتاب ساختارهای خود به عنوان نقطه مرجع، در کتاب خود، احزاب سیاسی (1951)، احزاب را بین احزاب مبتنی بر نخبگان و احزاب توده‌ای متمایز کرد.
احزاب مبتنی بر نخبگان، کیفیت اعضای خود را بر کمیت آنها ترجیح دهند زیرا افراد وابسته آنها در مقیاس محلی یا ملی از نفوذ بسیاری برخوردارند. آنها دارای ساختارهای انعطاف پذیر و نامنظم هستند، به طور کلی دارای نظم و انضباط ضعیف و فاقد محتوای عملگرا هستند و به هر یک از اعضای آنها اجازه می دهد از آزادی عمل وسیعی بهره مند شوند. بودجه آنها عموماً توسط یک 
حامی مالی تأمین می شود و از آنجا که قدرتشان از نمایندگان منتخب آنها می آید، آنان احزاب معمولی تشکیل پارلمان هستند که به شهرت و حمایت خیرین آنها بستگی دارد.
احزاب مستقر در توده دارای یک سازمان امن و یک ساختار قوی هستند که به صورت هرم مرتب شده اند و سطوح سلسله مراتبی مرتبی دارند. اعضای آنها خود را بیشتر با ایدئولوژی حزب می شناسند تا با رهبر آن، بنابراین آنها وابستگی انتزاعی دارند. تصمیمات آنها بر اساس مشارکت هر یک از اعضای آنهاست و تأسیس آن با پرداخت حق عضویت اعضای آنها انجام می شود، وضعیتی که آنان را به سمت جذب بیشترین طرفداران ممکن سوق می دهد.
این احزاب تمایل دارند در سطح حق رأی و دموکراسی رشد کنند. به عنوان مثال، احزاب مبتنی بر نخبگان اغلب کار سیاسی پراکنده را با تمرکز بر انتخابات انجام می دهند. با این حال، معایبی که در رابطه با احزاب شرکت کننده در آن وجود دارد (که بیانگر کار دائمی و ساختار منظم و ارگانیک است)، آنها را وادار می کند تا سازمان خود را تغییر دهند تا به احزاب توده ای تبدیل شوند.

## قانون دوورژه
این کشف منسوب به دوورژه است، او این اثر را مشاهده کرد و آن را در چندین مقاله منتشر شده در دهه ۱۹۵۰ و ۱۹۶۰ ثبت کرد. در جریان پژوهش‌های بیشتر، دیگر دانشمندان علوم سیاسی این اثر را "قانون" یا اصل نامیدند. قانون دوورژه پیوند یا ترکیبی بین یک نظام حزبی و یک نظام انتخاباتی را نشان می‌دهد: یک نظام انتخاباتی: نمایندگی متناسب (PR) شرایط انتخاباتی لازم برای توسعه حزب را ایجاد می کند در حالی که یک نظام تعدد بسیاری از احزاب سیاسی کوچکتر را به حاشیه می‌برد و در نتیجه منجر به آن چیزی می‌گردد که به عنوان نظام دوحزبی شناخته می‌شود.
در علوم سیاسی، قانون دوورژه یک اصل است که ادعا می کند انتخابات بر اساس تعدد که در مناطق تک عضوی سازماندهی شده است، به نفع یک نظام دوحزبی است. این یکی از دو فرضیه ارائه شده توسط دوورژه است، دومی که می گوید "نظام اکثریت دو رأی و نمایندگی نسبی به نظام چندحزبی گرایش دارند."